# Honey (film fra 2003)
Honey er en amerikansk film fra 2003, der er udgivet af Universal Pictures. I filmen medvirker Jessica Alba, Mehki Phifer, Lil' Romeo, Joy Bryant, Missy Elliott og David Moscow. En del kendte hip hop og R'n'B musikere laver cameo-optrædener i filmen, inklusiv Rodney Jerkins, Jadakiss og Sheek Louch fra The Lox, Tweet og Ginuwine. R'n'B og hip hop-sangerinden, Aaliyah, en nær ven af Missy Elliott, var oprindeligt castet som Honey inden sin død. 

## Handling
Honey Daniels er en talentfuld fra East Harlem i New York, der kæmper for at få sit navn frem som musikvideokoregraf. Hun underviser, hip hop i det lokale idrætscenter, de lokale børn og unge, i et forsøg på at få dem væk fra gaden og problemer. Udover det arbejder hun også sommetider på den lokale club, hvor hun en aften efter sin vagt, går ud på dansegulvet, hvor hun bliver opdaget af den berømte musikvideoinstruktør, Michael, der straks hyrer hende som danser i hans næste musikvideo. Nu går det endelig fremad for Honey, og hun bliver hurtigt en kendt musikvideokoregraf inden for branchen. Forholdet mellem Honey og Michael brydes snart, da Michael til en fest, gør seksuelle krænkelser mod hende, hvilket får hende til at sige nej. Michael bliver vred og da Honey dagen efter møder op på jobbet med alle børnene fra hendes undervisning, som hun har lovet at kunne få lov til at danse i en musikvideo, beslutter Michael sig for at droppe hendes idé og ansætter Honeys danserival i stedet for. Honey bliver både vred og ked af det, og siger op hos Michael. Hjemme igen er dansestudiet, hvor Honey underviste ødelagt under en vandskade, og da Honey en dag, opdager en stor bygning, der er perfekt som et nyt dansestudie slår hun til. Hun planlægger sammen med sine venner og børnene at lave et velgørenhedsdanseshow, så de kan få nok penge til at købe bygningen. De træner alle sammen i en gammel forladt kirke, og nogle uger senere, slår de dørene op for et stort danseshow, hvor det lykkedes at samle penge nok. Honey vender herefter tilbage til jobbet som selvstændig koreograf for store sangere osv.

## Rollebesætning
- Jessica Alba som Honey Daniels
- Lil' Romeo som Benny
- Mekhi Phifer som Chaz
- David Moscow som Michael Ellis
- Zachary som Raymond
- Missy Elliott som sig selv

## Nominationer

### 2004
Black Reel Awards
- Best Breakthrough Performance (Lil' Romeo)

Teen Choice Award
- Choice Breakout Movie Star – Female (Jessica Alba)
- Choice Breakout Movie Star – Male (Lil' Romeo)
- Chocie Movie – Date Movie
- Choice Movie Actor – Drama/Action Adventure (Mekhi Phifer)
- Choice Movie Actress – Drama/Action Adventure (Jessica Alba)
- Choice Movie Chemistry (Jessica Alba og Mekhi Phifer)
- Choice Movie Liplock (Jessica Alba og Mekhi Phifer)

## Trivia
- Hovedrollen var oprindelig tiltænkt sangerinden Aaliyah.
- Honeys hund i filmen, er faktisk spillet af Jessica Albas egen hund, Sid.
- Lil' Romeo (Benny) voksede 5 cm. og hans stemme gik i overgang før optagelserne til filmen var afsluttet. I scenen hvor Raymond og Benny skal til dansetime og Honey siger at hun skal til musikvideooptagelse, var Romeo nødt til at stå med sine ben langt fra hinanden for at virke mindre, fordi han ellers var ligeså høj som Jessica Alba.

## Eksterne links
- Officielle Honey hjemmeside Arkiveret 25. januar 2006 hos  Wayback Machine
- Yahoo Movies Honey hjemmeside
- Honey på Internet Movie Database (engelsk)
- Honey på Filmdatabasen
- Honey på Scope
- Honey på AlloCiné (fransk)
- Honey på MovieMeter (nederlandsk)
- Honey på AllMovie (engelsk)
- Honey hos American Film Institute (engelsk)
- Honey på Turner Classic Movies (engelsk)
- Honey på The Movie Database (engelsk)
- Honey på Rotten Tomatoes (engelsk)